# Danílivka (Koriúkivka)
Danílivka (en ucraniano: Данилівка) es un pueblo ucraniano perteneciente al óblast de Chernígov. Situado en el norte del país, forma parte del raión de Koriúkivka y parte del municipio (hromada) de Mena.

## Toponimia
El nombre del lugar en ruso es también Danílovka (en ruso: Даниловка).

## Geografía
Danílivka se encuentra a 6 km de Mena. 

## Historia
Danílivka fue mencionada por primera vez en fuentes escritas a mediados del siglo XVII.
En la Segunda Guerra Mundial, durante la ocupación temporal del pueblo por la Alemania nazi (11 de septiembre de 1941-19 de septiembre de 1943), los nazis quemaron vivas a 16 personas. En Danilovka se erigió un monumento en memoria de los habitantes del pueblo que murieron en las batallas contra los nazis. 

## Demografía
La evolución de la población de Danílivka entre 1866 y 2001 fue la siguiente:
| 601                                                           | 866 | 504 |
| (Fuente: Cities & Towns of Ukraine y UKRAINE: Größere Städte) |     |     |

Según el censo de 2001, la lengua materna de la mayoría de los habitantes, el 94,25%, es el ucraniano; del 4,96% es el ruso.